# Aleksandr Kotow (szachista)
Aleksandr Aleksandrowicz Kotow, ros. Александр Александрович Котов (ur. 30 lipca?/12 sierpnia 1913 w Tule, zm. 8 stycznia 1981 w Moskwie) – radziecki i rosyjski arcymistrz szachowy, teoretyk i propagator szachów.

## Życiorys
Jednym z jego pierwszych sukcesów było drugie miejsce w mistrzostwach Związku Radzieckiego w 1939 roku, tuż za Michaiłem Botwinnikiem, z którym przegrał w ostatniej rundzie. Największe jego osiągnięcia w grze praktycznej przypadają na lata czterdzieste i pięćdziesiąte. W pierwszym cyklu turniejów eliminacyjnych do mistrzostw świata awansował do turnieju pretendentów. Turniej, rozgrywany w Budapeszcie w 1950 roku, Kotow zakończył na szóstym miejscu.
W 1952 roku w Sztokholmie Kotow w przekonującym stylu wygrał turniej międzystrefowy, aż o trzy punkty wyprzedzając Marka Tajmanowa i przyszłego mistrza świata Tigrana Petrosjana. W rozegranym rok później w Zurychu turnieju pretendentów zajął ósme miejsce, jednak wsławił się wygraną partią ze zwycięzcą tego turnieju Wasilijem Smysłowem. Była to jedyna porażka Smysłowa w turnieju.
Do innych indywidualnych sukcesów Aleksandra Kotowa należały zwycięstwa bądź dzielone I miejsca w Moskwie (1941), Parnawie (1947), Wenecji (1950), Jönköping (1958/59, wspólnie z Olafem Bardą), Sztokholmie (1959/60) oraz w Hastings (1962/63, wspólnie ze Svetozarem Gligoriciem).
Kotow dwukrotnie reprezentował Związek Radziecki na olimpiadach szachowych w 1952 i 1954 roku. W obu olimpiadach razem z drużyną wywalczył złote medale, uzyskując wynik 66,7%. W późniejszych latach coraz rzadziej brał udział w rozgrywkach, po 1960 roku uczestniczył wyłącznie w turniejach poza granicami ZSRR.
Według systemu Chessmetrics, najwyższy ranking osiągnął w kwietniu 1950 r., z wynikiem 2753 punktów zajmował wówczas 4. miejsce na świecie, za Michaiłem Botwinnikiem, Wasilijem Smysłowem i Dawidem Bronsteinem.
Po śmierci pochowany został na Cmentarzu Kuncewskim w Moskwie.
Był autorem serii trzech książek: Myśl jak arcymistrz, Graj jak arcymistrz i Planuj jak arcymistrz, z których ta pierwsza jest szczególnie popularna i wysoko ceniona przez szachistów. W przeciwieństwie do większości podręczników szachowych Kotow nie koncentruje się na taktycznych uderzeniach lub motywach strategicznych, lecz analizuje sposób myślenia szachisty, który powinien prowadzić do wyboru optymalnego posunięcia.